# Jules du Pré de Saint-Maur
Jules du Pré de Saint-Maur, né 23 décembre 1813 à Quinard et mort le 14 octobre 1877 à Oran, est une personnalité politique française.
Il est le président du premier conseil général d'Oran en 1858.

## Biographie
Jules du Pré de Saint-Maur naît le 23 septembre 1813 au château de Launay, à Quinard (Ille-et-Vilaine). Il est le fils de Georges-Bourges du Pré de Saint-Maur (1769-1860) et d'Hermine de Vigny (1782-1835).
Il accompagne le général de Lamoricière en Algérie, et s'y établit, sur le domaine d'Arbal, dans la province d'Oran. Il est membre et vice-président du Conseil supérieur d'Algérie et conseiller général d'Oran.
En 1858, il est nommé par l'empereur Napoléon III président du premier conseil général d'Oran.
Il meurt le 14 octobre 1877, à Oran (Algérie), à l'âge de 64 ans.
Il est chevalier de la Légion d'honneur.

## Jeunesse
Il réalise ses études à Juilly et montre très tôt une intelligence d'élite. Il parcourt l'Allemagne, la Suède, la Russie, et se rend à Jérusalem par Rome et Constantinople, tout en visitant l’Égypte. De nature nerveux et robuste, il pousse seul avec un guide une expédition jusqu'au cap Nord.

## Mariage et descendance
Il épouse, le 26 avril 1846, à Paris (Seine), Clémence de Laussat, d'une ancienne famille béarnaise, qui sera toute sa vie la compagne efficace et entièrement dévouée à la cause qu'il embrasse.
Le couple aura six enfants :
- Marie, en 1847,
- Louis, en 1849,
- Henri, en 1850,
- Marie Joséphine Ernestine Geneviève, en 1853,
- Augustin, en 1855,
- Marie Anne Joséphine Thérèse en 1864[1].

## Colonisation de l'Algérie
Il explore une première fois, en 1844, l'Algérie à peine conquise à travers la province d'Oran. Il en tire une décision irrévocable. Il colonisera, non comme Bugeaud, à l'aide d'anciens soldats, mais en attirant des amis, de braves campagnards, qui arroseront de leur sueur, quand ce ne sera pas de leur sang, cette terre rude aux planteurs.
En 1845, il sollicite une concession de 1200 ha sur la terre d'Arbal. Il adresse, avec le libre et plein consentement de son épouse, sa demande de concession au roi Louis-Philippe en ces termes « Je ne viens pas chercher une fortune ; je viens risquer une fraction de la mienne. Pour le grand propriétaire de France, il y a en Algérie un rôle qui n'est pas sans honneur, il est digne de savoir exposer des capitaux pour rendre productive une terre arrosée du sang de tant de français. » La construction de la ferme commence en 1847. Il s'entoure de Charles de Thiéry pour la direction d'Arbal. Il présente au ministère un travail sérieux tendant à obtenir une révision des tarifs douaniers, en même temps qu'il accepte de faire en Algérie d'importants essais de culture industrielle, lourde tâche qui incombait au gouvernement.
En 1863, Jules fait creuser à ses frais, à Arbal, un vaste barrage réservoir pour utiliser les eaux de pluie et des torrents voisins. Il demande à l'État de s'associer à ce genre de travaux en faveur des centres de colonisation. Le conseil militaire refuse ce projet. du Pré de Saint Maur créé donc une société pour l'acquisition de la mise en culture des plaines de l'Habra et de la Macta.
Jules du Pré de Saint Maur a eu un rôle d'initiateur agricole dans la région. Le tabac, la garance, le lin, la cochenille, le coton, sont successivement introduits à Arbal. Mérinos, animaux de race anglaise dans le porcherie, chevaux percherons, poules de La Flèche sont aussi introduits.
En son honneur, la commune de Tamzoura est renommée Saint Maur par un décret du 25 mars 1895 (sa superficie atteint alors 22 703 ha). La commune sera intégrée à l'arrondissement d'Aïn Témouchent puis renommée à nouveau Tamzoura après l'indépendance

## Activité politique
Jules participe à la création d'une banque agricole dans la province dans le but de délivrer les colons des prêts usuraires. Jules a, par ailleurs, pris une part active à la formation des compagnies de chemin de fer.
En 1858, il est nommé par l'empereur Napoléon III président du premier conseil général d'Oran. Il reste à cette fonction jusqu'en 1868.
Jules a été vice-président du Conseil supérieur du gouvernement de l'Algérie.

## État de vie
En 1849, le choléra fait de grands ravages dans la province algérienne d'Oran. Jules est au chevet de ses ouvriers atteints par le terrible fléau. Son épouse se dévoue auprès des malades jusqu'au jour où elle contracte le mal dont elle se remettra non sans peine.
En 1870, au siège de Paris, bien qu'ayant dépassé l'âge requis, il prend l'uniforme militaire dans les rangs du 6ge bataillon de la garde nationale, aux côtés de son fils.

## Décès et hommage posthume
Jules du Pré de Saint Maur s'éteint à Oran le 14 octobre 1877, à l'âge de 64 ans. Il est inhumé dans la chapelle qu'il avait fait édifier à la ferme d'Arbal. Ses funérailles sont imposantes. Après sa mort, son épouse continue à diriger l'exploitation de ses biens, jusqu'à sa mort en 1885.
En 1930, il lui est rendu hommage dans le groupe central du monument commémoratif de la colonisation française en Algérie à Boufarik.

## Référence
- Roland Villot, « Jules du Pré de Saint-Maur (1813-1877) », Oran, 1955.
- Villot d'Arzaw, "La vie de M. de Saint-Maur" Alger.
- Narcisse Faucon, "Le livre d'Or de l'Algérie de 1830 à 1889" 1889.
- Notes manuscrites de M. l'Abbé Aloys de Laforcade sur la famille de Laussat, Archives départementales des Pyrénées Atlantiques.
- Article d'Emile et Simone Martin-Lanas sur memoireafriquedunord.net